# Menemerus utilis
Menemerus utilis är en spindelart som beskrevs av Wesolowska 1999. Menemerus utilis ingår i släktet Menemerus och familjen hoppspindlar. Inga underarter finns listade i Catalogue of Life.